# Vijzelstraat

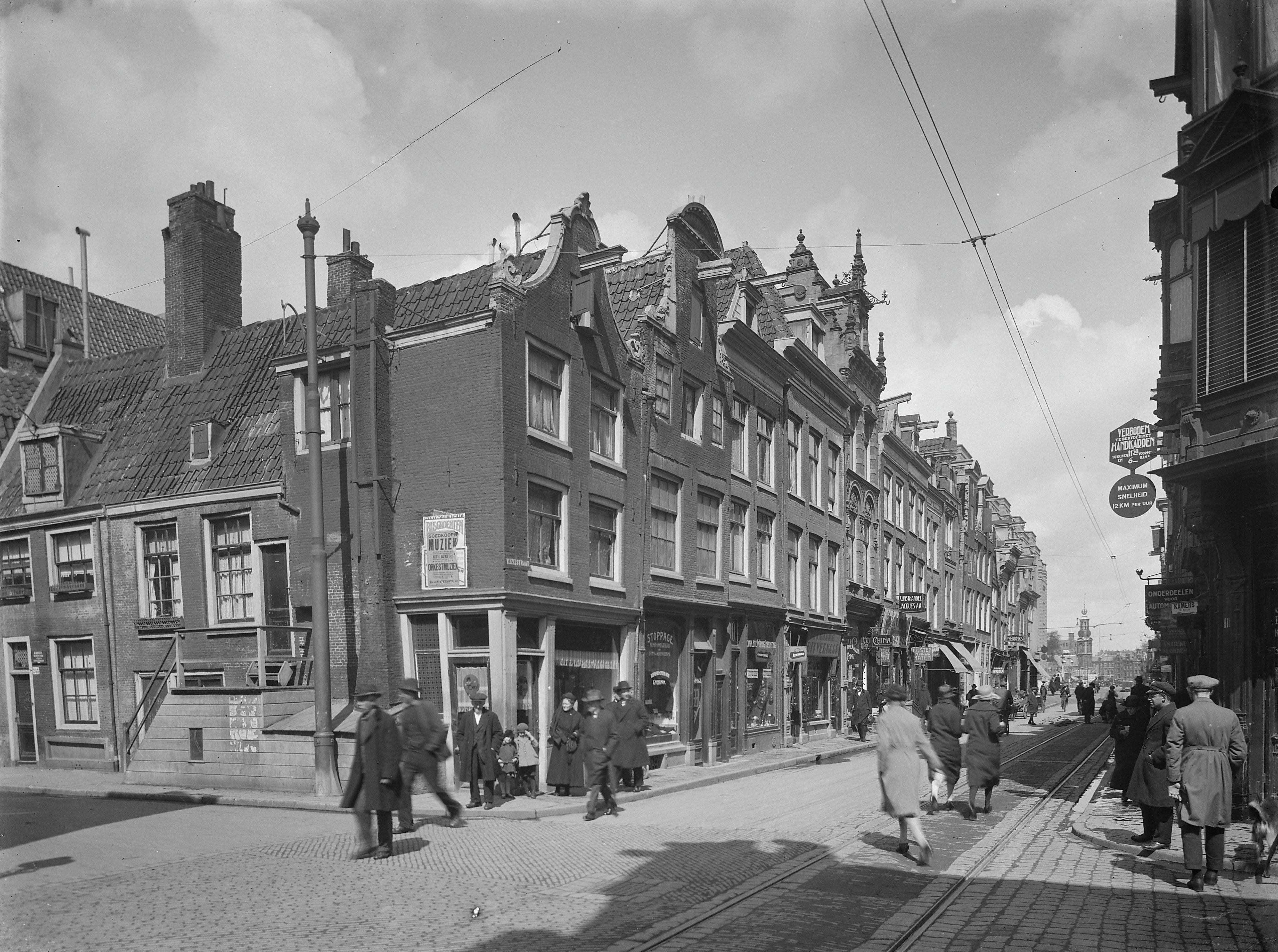
Vijzelstraat, încă îngustă, la intersecția cu Kerkstraat; aprox. 1917.

Vijzelstraat este o stradă situată între canalele concentrice ale orașului Amsterdam, începând din Muntplein și sfârșindu-se în Prinsengracht. Ea intersectează străzile Reguliersdwarsstraat, Herengracht, Keizersgracht și Kerkstraat.

## Istoric
Prima parte a străzii Vijzelstraat a fost construit ca parte a celei de-a doua Declarații din 1584 și a fost numită, probabil, la începutul secolului al XVII-lea, după locuitorii Cornelis și Jan Vijselaar. Abia în 1874 a fost adoptat oficial numele Vijzelstraat. La nord de Reguliersdwarsstraat strada avea doar 7 metri lățime, iar la sud avea 10 metri.
Cea de-a doua parte a Vijzelstraat, situată între Herengracht și Prinsengracht, datează de la extinderea orașului din 1658 (cea de-a Patra Declarație). Această stradă nu era un drum principal precum Leidsestraat și Utrechtsestraat, dar era o stradă comercială majoră pentru locuitorii din împrejurimi.
Pentru a realiza o legătură mai bună între centrul orașului Amsterdam și cartierul sudic De Pijp (construit după 1870), prin extinderea liniei de tramvai, s-a propus în 1901 asanarea canalului Reguliersgracht. Acest plan a provocat o rezistență puternică din partea locuitorilor și nu a mai fost pus în practică 

## Lărgirea străzii
Consiliul Local al orașului Amsterdam a elaborat în 1907 un plan pentru lărgirea străzii înguste Vijzelstraat de la 10 la 22 de metri. În acest scop toate clădirile de pe latura de vest a străzii au trebuit să fie demolate, iar podurile au trebuit lărgite.
În 1914 a fost adoptată la Haga o lege prin care primăria orașului Amsterdam era autorizată să facă exproprieri pentru extinderea străzilor. Lucrările pentru lărgirea Vijzelstraat au început în 1917. Mai întâi, clădirile de pe cea mai îngustă parte a străzii, cu o lățime de numai 7 metri, au fost demolate între Muntplein și Herengracht. Aici a fost construit între anii 1926-1929 Grand Hotel Centraal (redenumit chiar înainte de inaugurare Carltonhotel), după un proiect elaborat de arhitectul Școlii din Amsterdam Gerrit Jan Rutgers. Acest hotel a fost ridicat la intersecția cu Reguliersdwarsstraat. Pe colțul cu Herengracht a fost construit în 1928 Hotelul Astoria după planurile aceluiași arhitect.
După experiențele cu Raadhuisstraat s-a decis că terenul pentru noua clădire de pe latura de vest să fie dat doar în concesiune. Acest principiu a fost aplicat pentru prima dată în Vijzelstraat la Hotelul Carlton și a reprezentat un punct de cotitură în politica municipală.
Primăria l-a numit pe arhitectul Karel de Bazel drept coordonator al noilor proiecte de construcții de-a lungul Vijzelstraat. El a proiectat vasta clădire dintre Herengracht și Keizersgracht. Clădirile de pe cea de-a doua porțiune a străzii, între Herengracht și Keizersgracht, au fost demolate în anul 1918. Pe latura de vest a străzii se aflau mai multe clădiri cu funcții comerciale. Au căzut victime sistematizării urbane nu numai micile magazine de vânzare cu amănuntul, ci și clădirea mare a Groote Bazaar De Zon (1890), ce avea o fațadă lată de 20 de metri. De asemenea, pe canalul Herengracht, chiar la vest de Vijzelstraat, au fost demolate mai multe clădiri importante ce datau din secolul al XVIII-lea. În acest loc a fost construit între anii 1922-1926 sediul Nederlandsche Handel-Maatschappij, care a fost proiectat de Karel de Bazel și A.D.N. van Gendt (partea tehnică a construcției). Începând din anul 2007 clădirea De Bazel găzduiește această Arhivele de Stat ale orașului Amsterdam și Biroul de Monumente și Arheologie.
Clădirile de pe porțiunea dintre Keizersgracht și Prinsengracht au fost demolate în anul 1925. Aici a fost construit în anii 1926-1928 clădirea Vijzelflat (Amstelstein) după proiectul arhitectului Școlii de la Amsterdam J.M. van der Mey. Această clădire a fost ridicată deasupra Kerkstraat, având la nivelul străzii un fel de poartă.
În prelungirea Vijzelstraat, între Prinsengracht și Lijnbaansgracht, s-a aflat între 1660 și 1670 canalul Vijzelgracht. Acest canal a fost asanat în 1933-1934. Ultima porțiune a străzii se numește Nieuwe Vijzelstraat și este construită deasupra canalului  până la Weteringschans.
În ciuda tuturor acestor modificări, Vijzelstraat are cincizeci de monumente naționale și municipale. În 2007 antreprenorii din Vijzelstraat și Vijzelgracht s-au unit în Ondernemersvereniging De Vijzel. A fost înființată, de asemenea, o asociație a locuitorilor: Vereniging Vrienden Van Vijzelstraat en Vijzelgracht.

## Planuri de reînnoire
La aproximativ nouăzeci de ani după lărgirea străzii, podurile vechi sunt într-o stare proastă. Începând din 2019 podurile peste Herengracht și Keizersgracht vor fi complet reînnoite. Podul de peste canalul Prinsengracht este în curs de renovare. Strada este reproiectată, de asemenea, în cadrul programului „Covorul Roșu”, care urmărește crearea unui spațiu mai mare pentru pietoni. În cursul celor trei ani de refacere a străzii, traficul rutier va fi redirecționat.

## Galerie foto

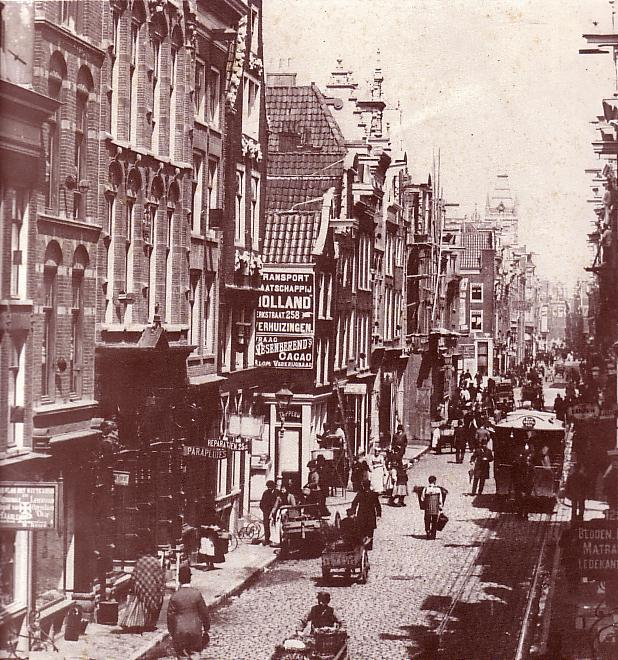
Vijzelstraat în 1891, înainte de extinderea din anii 1920.
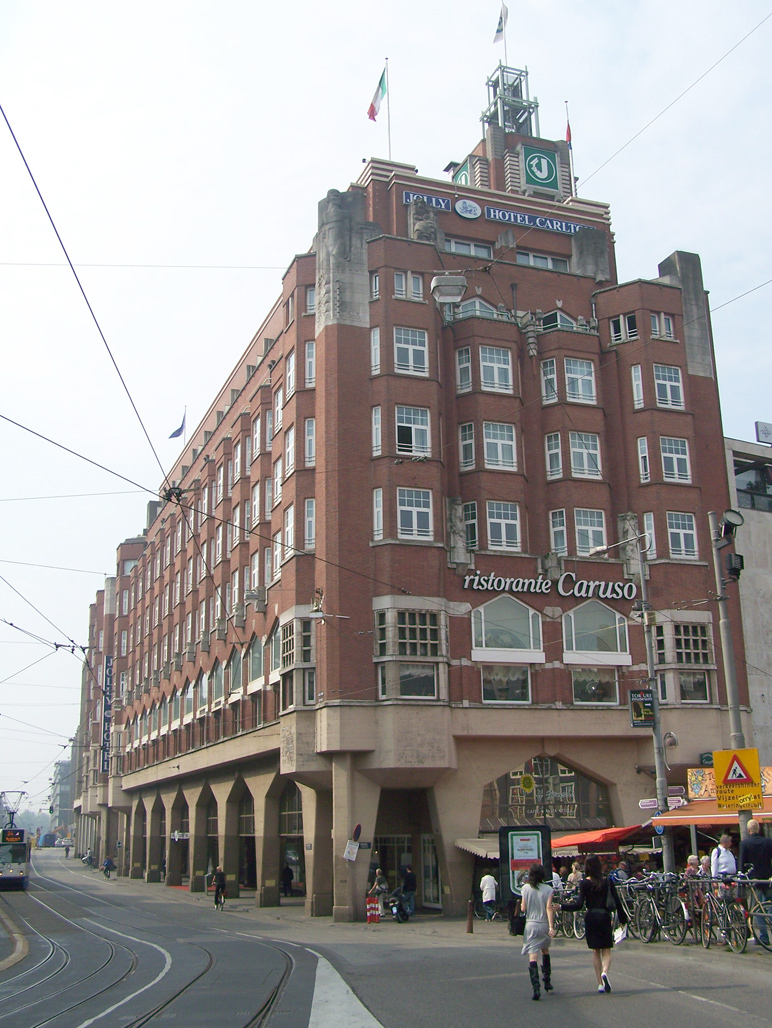
NH Carlton Hotel.
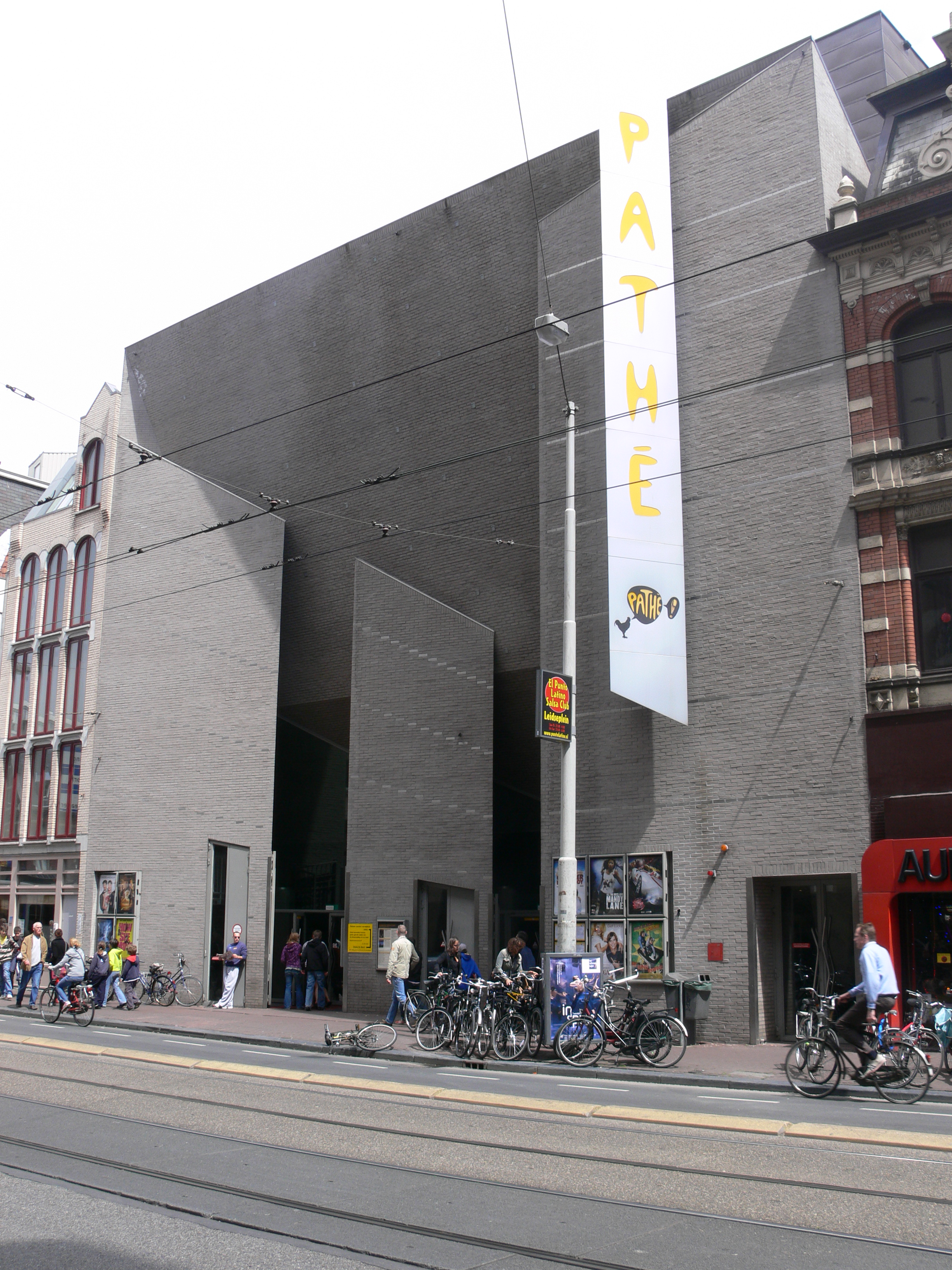
Pathe de Munt în Vijzelstraat; 2008.
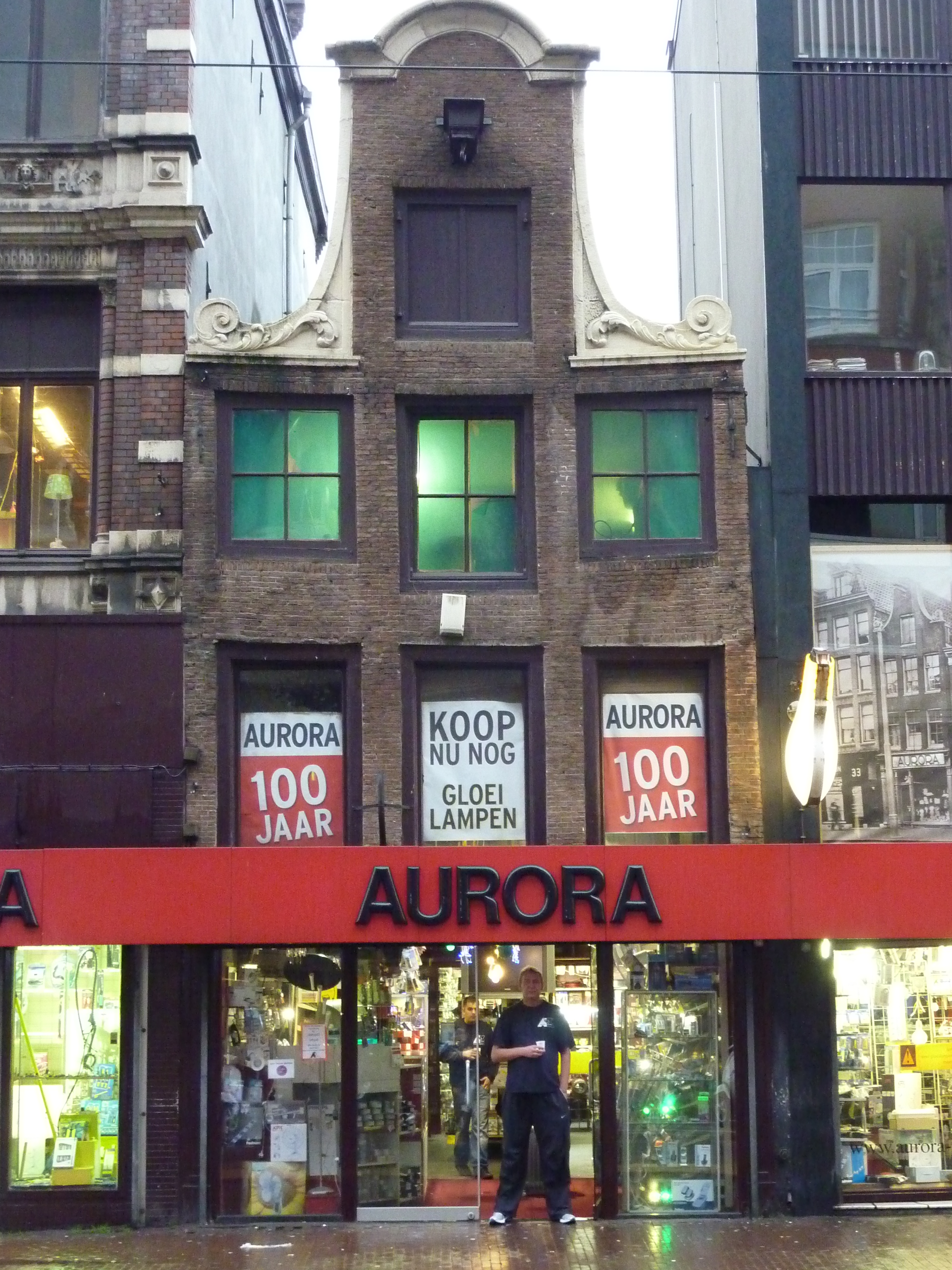
Vijzelstraat 27-35, magazin de lămpi; 2010.
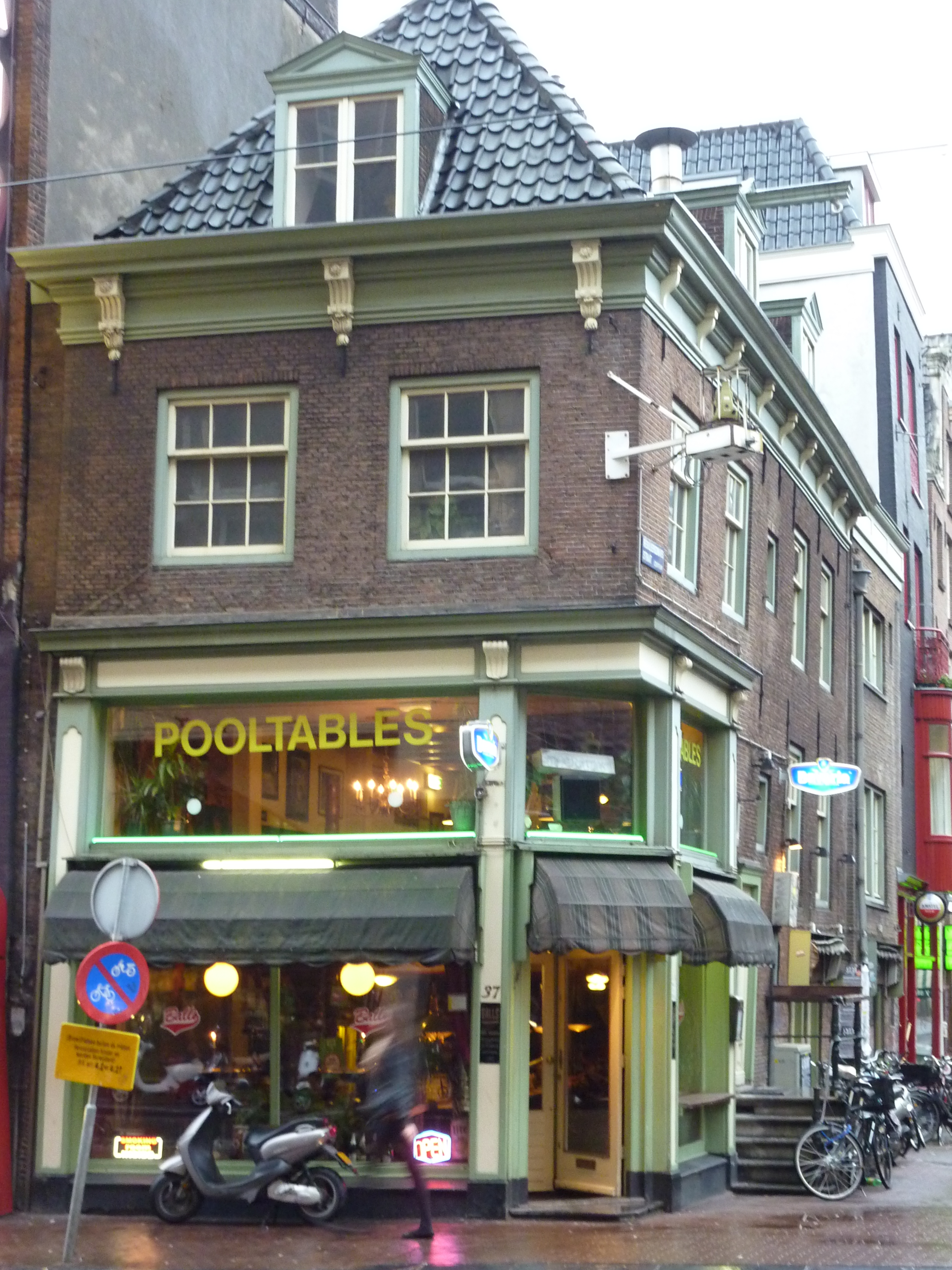
Colțul format de Vijzelstraat cu Reguliersdwarsstraat; 2010.
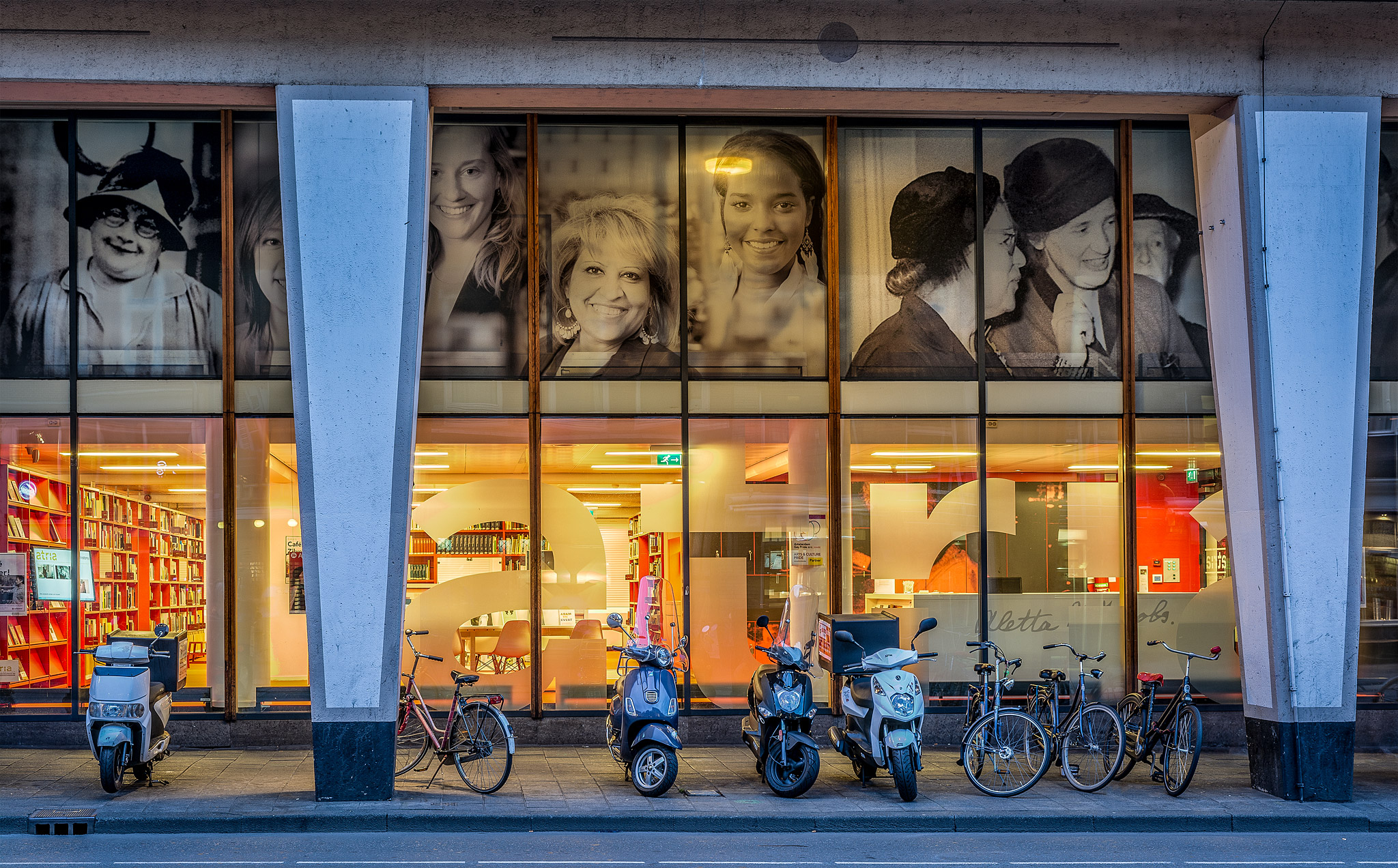
Institutul Atria pentru emanciparea femeilor, Vijzelstraat 20; 2015.
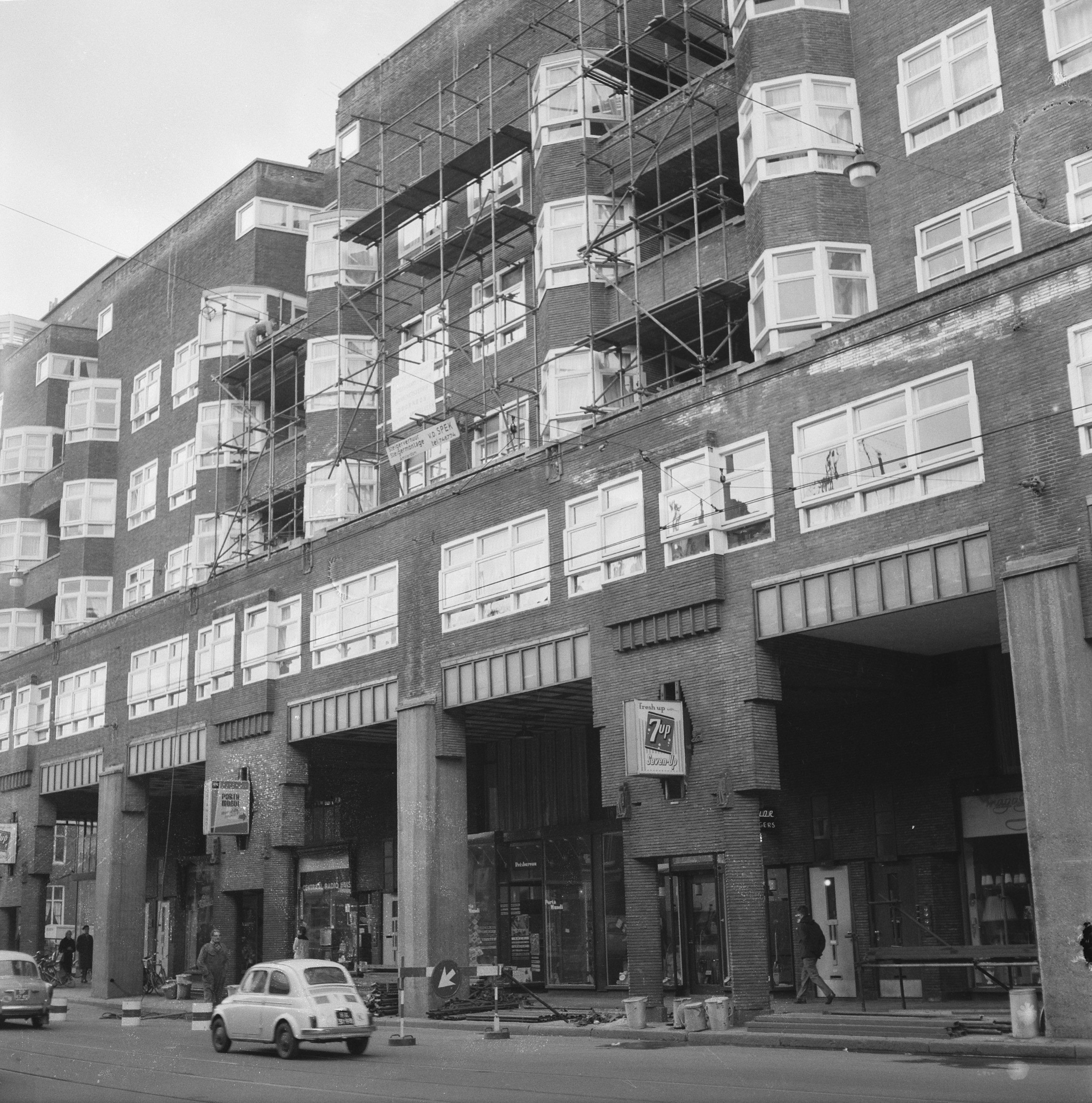
Demolare de apartamente (Amstelstein) în Vijzelstraat; 12 martie 1962.
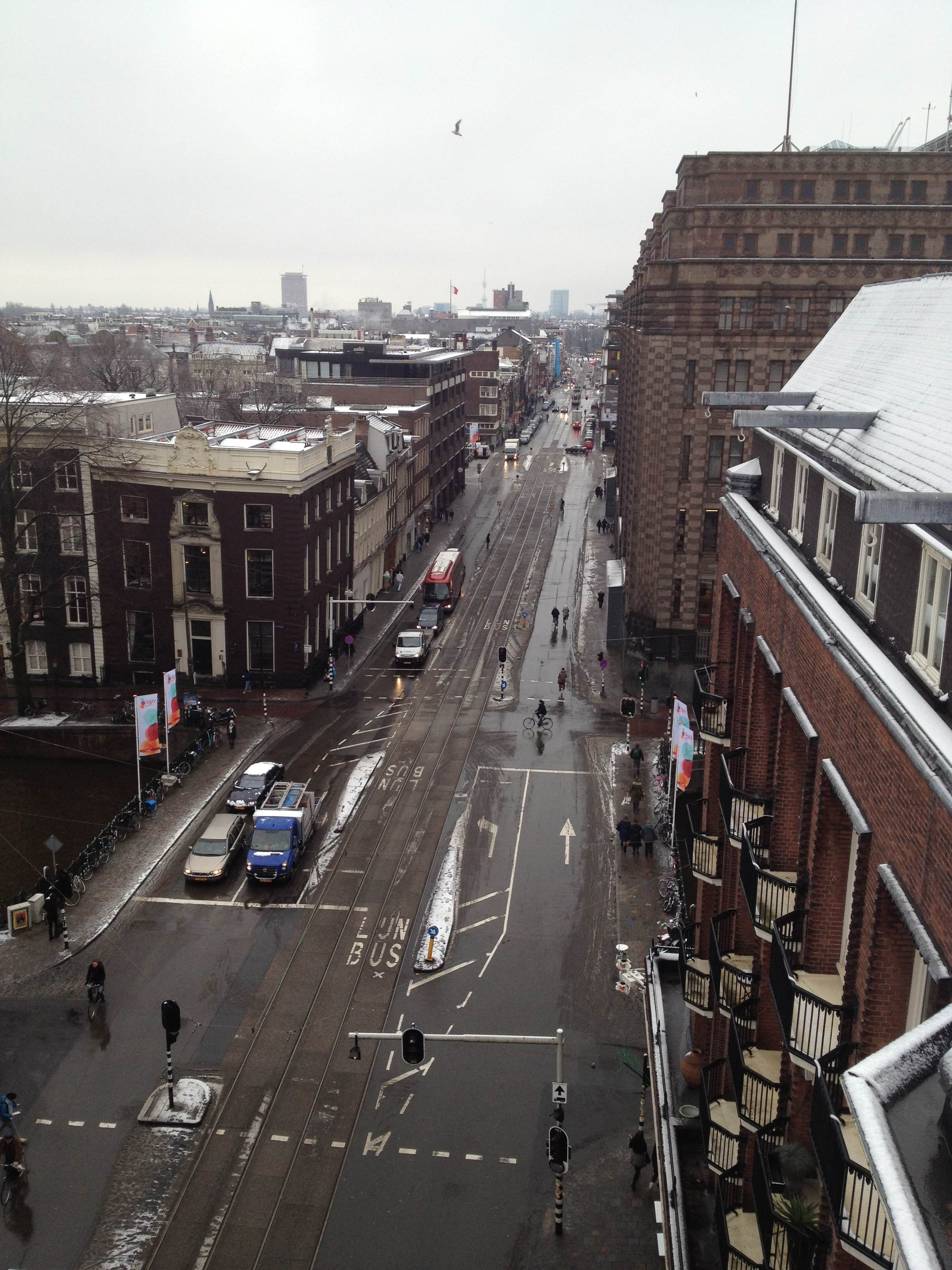
Vijzelstraat. Vedere de pe partea de sud.